# 16.ª etapa del Giro de Italia 2020
La 16.ª etapa del Giro de Italia 2020 tuvo lugar el 20 de octubre de 2020 entre Udine y San Daniele del Friuli sobre un recorrido de 229 km y fue ganada por el esloveno Jan Tratnik del equipo Bahrain McLaren. El portugués João Almeida mantuvo el liderato una jornada más.

## Clasificación de la etapa
| \| Clasificación de la etapa \| Clasificación de la etapa \| Clasificación de la etapa \| Clasificación de la etapa \| Clasificación de la etapa \| \| Ciclista \| Ciclista \| Equipo \| Tiempo \| \| \| ------------------------- \| ------------------------- \| ------------------------- \| ------------------------- \| ------------------------- \| \| 1.º \| Jan Tratnik \| Bahrain McLaren \| 6 h 04 min 36 s \| \| \| 2.º \| Ben O'Connor \| NTT Pro Cycling \| + 7 s \| \| \| 3.º \| Enrico Battaglin \| Bahrain McLaren \| + 1 min 14 s \| \| \| 4.º \| Kamil Małecki \| CCC Team \| + 1 min 14 s \| \| \| 5.º \| Benjamin Swift \| Ineos Grenadiers \| + 1 min 14 s \| \| \| 6.º \| Andrea Vendrame \| AG2R La Mondiale \| + 1 min 21 s \| \| \| 7.º \| Geoffrey Bouchard \| AG2R La Mondiale \| + 1 min 21 s \| \| \| 8.º \| Matteo Fabbro \| Bora-Hansgrohe \| + 1 min 25 s \| \| \| 9.º \| Manuele Boaro \| Astana \| + 1 min 33 s \| \| \| 10.º \| Alessandro Tonelli \| Bardiani CSF Faizanè \| + 2 min 59 s \| \| |                    |                      |                 |
| |                    |                      |                 |
| Fuente: ProCyclingStats |                    |                      |                 |
| Clasificación de la etapa |                    |                      |                 |
| Ciclista | Ciclista           | Equipo               | Tiempo          |
| 1.º | Jan Tratnik        | Bahrain McLaren      | 6 h 04 min 36 s |
| 2.º | Ben O'Connor       | NTT Pro Cycling      | + 7 s           |
| 3.º | Enrico Battaglin   | Bahrain McLaren      | + 1 min 14 s    |
| 4.º | Kamil Małecki      | CCC Team             | + 1 min 14 s    |
| 5.º | Benjamin Swift     | Ineos Grenadiers     | + 1 min 14 s    |
| 6.º | Andrea Vendrame    | AG2R La Mondiale     | + 1 min 21 s    |
| 7.º | Geoffrey Bouchard  | AG2R La Mondiale     | + 1 min 21 s    |
| 8.º | Matteo Fabbro      | Bora-Hansgrohe       | + 1 min 25 s    |
| 9.º | Manuele Boaro      | Astana               | + 1 min 33 s    |
| 10.º | Alessandro Tonelli | Bardiani CSF Faizanè | + 2 min 59 s    |

## Clasificaciones al final de la etapa

### Clasificación general(Maglia Rosa)
| \| Clasificación general \| Clasificación general \| Clasificación general \| Clasificación general \| Clasificación general \| \| Ciclista \| Ciclista \| Equipo \| Tiempo \| \| \| --------------------- \| --------------------- \| --------------------- \| --------------------- \| --------------------- \| \| 1.º \| João Almeida \| Deceuninck-Quick Step \| 65 h 45 min 08 s \| \| \| 2.º \| Wilco Kelderman \| Team Sunweb \| + 17 s \| \| \| 3.º \| Jai Hindley \| Team Sunweb \| + 2 min 58 s \| \| \| 4.º \| Tao Geoghegan Hart \| Ineos Grenadiers \| + 2 min 59 s \| \| \| 5.º \| Pello Bilbao \| Bahrain McLaren \| + 3 min 12 s \| \| \| 6.º \| Rafał Majka \| Bora-Hansgrohe \| + 3 min 20 s \| \| \| 7.º \| Vincenzo Nibali \| Trek-Segafredo \| + 3 min 31 s \| \| \| 8.º \| Domenico Pozzovivo \| NTT Pro Cycling \| + 3 min 52 s \| \| \| 9.º \| Patrick Konrad \| Bora-Hansgrohe \| + 4 min 11 s \| \| \| 10.º \| Fausto Masnada \| Deceuninck-Quick Step \| + 4 min 24 s \| \| |                    |                       |                  |
| |                    |                       |                  |
| Fuente: ProCyclingStats |                    |                       |                  |
| Clasificación general |                    |                       |                  |
| Ciclista | Ciclista           | Equipo                | Tiempo           |
| 1.º | João Almeida       | Deceuninck-Quick Step | 65 h 45 min 08 s |
| 2.º | Wilco Kelderman    | Team Sunweb           | + 17 s           |
| 3.º | Jai Hindley        | Team Sunweb           | + 2 min 58 s     |
| 4.º | Tao Geoghegan Hart | Ineos Grenadiers      | + 2 min 59 s     |
| 5.º | Pello Bilbao       | Bahrain McLaren       | + 3 min 12 s     |
| 6.º | Rafał Majka        | Bora-Hansgrohe        | + 3 min 20 s     |
| 7.º | Vincenzo Nibali    | Trek-Segafredo        | + 3 min 31 s     |
| 8.º | Domenico Pozzovivo | NTT Pro Cycling       | + 3 min 52 s     |
| 9.º | Patrick Konrad     | Bora-Hansgrohe        | + 4 min 11 s     |
| 10.º | Fausto Masnada     | Deceuninck-Quick Step | + 4 min 24 s     |

### Clasificación por puntos(Maglia Ciclamino)
| Clasificación por puntos | Clasificación por puntos | Clasificación por puntos    | Clasificación por puntos | Clasificación por puntos |
| Ciclista                 | Ciclista                 | Equipo                      | Puntos                   |                          |
| ------------------------ | ------------------------ | --------------------------- | ------------------------ | ------------------------ |
| 1.º                      | Arnaud Démare            | Groupama-FDJ                | 221 pts                  |                          |
| 2.º                      | Peter Sagan              | Bora-Hansgrohe              | 184 pts                  |                          |
| 3.º                      | João Almeida             | Deceuninck-Quick Step       | 90 pts                   |                          |
| 4.º                      | Diego Ulissi             | UAE Team Emirates           | 77 pts                   |                          |
| 5.º                      | Filippo Ganna            | Ineos Grenadiers            | 66 pts                   |                          |
| 6.º                      | Andrea Vendrame          | AG2R La Mondiale            | 66 pts                   |                          |
| 7.º                      | Patrick Konrad           | Bora-Hansgrohe              | 56 pts                   |                          |
| 8.º                      | Simon Pellaud            | Androni Giocattoli-Sidermec | 50 pts                   |                          |
| 9.º                      | Wilco Kelderman          | Team Sunweb                 | 40 pts                   |                          |
| 10.º                     | Davide Ballerini         | Deceuninck-Quick Step       | 40 pts                   |                          |

### Clasificación de la montaña(Maglia Azzurra)
| Clasificación de la montaña | Clasificación de la montaña | Clasificación de la montaña | Clasificación de la montaña | Clasificación de la montaña |
| Ciclista                    | Ciclista                    | Equipo                      | Puntos                      |                             |
| --------------------------- | --------------------------- | --------------------------- | --------------------------- | --------------------------- |
| 1.º                         | Giovanni Visconti           | Vini Zabù-Brado-KTM         | 148 pts                     |                             |
| 2.º                         | Ruben Guerreiro             | EF Pro Cycling              | 118 pts                     |                             |
| 3.º                         | Filippo Ganna               | Ineos Grenadiers            | 48 pts                      |                             |
| 4.º                         | Tao Geoghegan Hart          | Ineos Grenadiers            | 45 pts                      |                             |
| 5.º                         | Jonathan Castroviejo        | Ineos Grenadiers            | 45 pts                      |                             |
| 6.º                         | Jonathan Caicedo            | EF Pro Cycling              | 40 pts                      |                             |
| 7.º                         | Simon Pellaud               | Androni Giocattoli-Sidermec | 39 pts                      |                             |
| 8.º                         | Wilco Kelderman             | Team Sunweb                 | 34 pts                      |                             |
| 9.º                         | Matthew Holmes              | Lotto-Soudal                | 32 pts                      |                             |
| 10.º                        | Rohan Dennis                | Ineos Grenadiers            | 28 pts                      |                             |

### Clasificación de los jóvenes(Maglia Bianca)
| Clasificación del mejor joven | Clasificación del mejor joven | Clasificación del mejor joven | Clasificación del mejor joven | Clasificación del mejor joven |
| Ciclista                      | Ciclista                      | Equipo                        | Tiempo                        |                               |
| ----------------------------- | ----------------------------- | ----------------------------- | ----------------------------- | ----------------------------- |
| 1.º                           | João Almeida                  | Deceuninck-Quick Step         | 65 h 45 min 08 s              |                               |
| 2.º                           | Jai Hindley                   | Team Sunweb                   | + 2 min 58 s                  |                               |
| 3.º                           | Tao Geoghegan Hart            | Ineos Grenadiers              | + 2 min 59 s                  |                               |
| 4.º                           | Brandon McNulty               | UAE Team Emirates             | + 4 min 31 s                  |                               |
| 5.º                           | James Knox                    | Deceuninck-Quick Step         | + 9 min 07 s                  |                               |
| 6.º                           | Sergio Samitier               | Movistar Team                 | + 10 min 48 s                 |                               |
| 7.º                           | Matteo Fabbro                 | Bora-Hansgrohe                | + 20 min 27 s                 |                               |
| 8.º                           | Aurélien Paret-Peintre        | AG2R La Mondiale              | + 27 min 06 s                 |                               |
| 9.º                           | Sam Oomen                     | Team Sunweb                   | + 32 min 19 s                 |                               |
| 10.º                          | Attila Valter                 | CCC Team                      | + 36 min 27 s                 |                               |

### Clasificación por equipos"Súper team"
| Clasificación por equipos | Clasificación por equipos | Clasificación por equipos | Clasificación por equipos |
| Equipo                    | Equipo                    | Tiempo                    |                           |
| ------------------------- | ------------------------- | ------------------------- | ------------------------- |
| 1.º                       | Ineos Grenadiers          | 197 h 05 min 24 s         |                           |
| 2.º                       | Deceuninck-Quick Step     | + 22 min 36 s             |                           |
| 3.º                       | Bora-Hansgrohe            | + 23 min 37 s             |                           |
| 4.º                       | Team Sunweb               | + 28 min 03 s             |                           |
| 5.º                       | Bahrain McLaren           | + 34 min 58 s             |                           |
| 6.º                       | Movistar Team             | + 1 h 00 min 35 s         |                           |
| 7.º                       | AG2R La Mondiale          | + 1 h 17 min 43 s         |                           |
| 8.º                       | CCC Team                  | + 1 h 18 min 06 s         |                           |
| 9.º                       | Astana                    | + 1 h 22 min 40 s         |                           |
| 10.º                      | Trek-Segafredo            | + 1 h 25 min 10 s         |                           |

## Abandonos
- Fernando Gaviria no tomó la salida tras haber dado positivo en COVID-19.[2]
- Maximiliano Richeze no completó la etapa.[3]